# Дорр, Томас
Томас Уилсон Дорр (англ. Thomas Wilson Dorr; 5 ноября 1805 — 27 декабря 1854) — американский политик и реформатор из Род-Айленда, наиболее известный как лидер восстания Дорра.
Томас Дорр родился 5 ноября 1805 года в семье Салливана и Лидии Аллен Дорр, занимавашей высокое положение в штате. Он получил хорошее образование: учился в Академии Филлипса в Эксетере и окончил Гарвард-колледж в 1823 году, после чего изучал право под руководством Джеймса Кента. В 1827 году Дорр был принят в адвокатуру и открыл практику в Провиденсе. В 1834 году он был избран в законодательное собрание Род-Айленда, где был впечатлён несправедливостью существовавшей системы правления. На тот момент Род-Айленд опирался на Хартию короля Карла II 1663 года и не имел Конституции, написанной после войны за независимость. Хартия давала право голоса землевладельцам, из-за чего в политике доминировала сельская местность, а большая часть жителей штата не могла голосовать.
Попытки разработать принять Конституцию провалились, после чего в октябре 1841 года в здании законодательного собрания прошёл народный конституционный конвент, который самостоятельно разработал Конституцию и выдвинул её на голосование; с 27 по 29 декабря «народ» проголосовал за её, но референдум не был признан правительством штата. Тем не менее сторонники Хартии во власти были взволнованы поддержкой обществом Конституции и были готовы пойти на уступки, которые в будущем могли привести ко всеобщему избирательному праву, но дорриты отклонили это предложение, что историки считают тактической ошибкой. В апреле 1842 сторонники Дорра де-юре незаконно избрали его губернатором, что оттолкнуло многих из его сторонников, которых стало ещё меньше после неудачной попытки дорритов штурмовать арсенал штата. Действующий губернатор Сэмюэл Уорд Кинг получил от законодательного собрания штата право объявить военное положение. Сторонники Дорра оставили укрепления на окраинах Провиденса и отступили.
Дорр бежал в Коннектикут, но позже вернулся в Род-Айленд и сдался властям штата. Он был осуждён за измену на пожизненные каторжные работы в 1844, но спустя год оправдан под давлением общественного мнения. Его права были полностью восстановлены в 1854. Здоровье Дорра было подорвано заключением, из-за чего он умер в 1854 году. Он никогда не был женат.
Реформаторское движение Дорра проложило путь к принятию новой Конституции Род-Айленда, одобренной 5 ноября 1842 года на съезде в Ист-Гринвиче и расширившей избирательное право. В настоящее время правительство Род-Айленда признаёт усилия Дорра и включает его в официальный список губернаторов. Памятник Дорру в здании Законодательного собрания штата был открыт в 2014 году.